# Liste der Biografien/Gore
Liste der Biografien |
Portal Biografien |
Personensuche
# |
A |
B |
C |
D |
E |
F |
G |
H |
I |
J |
K |
L |
M |
N |
O |
P |
Q |
R |
S |
T |
U |
V |
W |
X |
Y |
Z |
?
 
Ga |
Gb |
Gc |
Gd |
Ge |
Gf |
Gh |
Gi |
Gj |
Gk |
Gl |
Gm |
Gn |
Go |
Gp |
Gq |
Gr |
Gs |
Gu |
Gv |
Gw |
Gy |
Gz
 
Goa |
Gob |
Goc |
God |
Goe |
Gof |
Gog |
Goh |
Goi |
Goj |
Gok |
Gol |
Gom |
Gon |
Goo |
Gop |
Gor |
Gos |
Got |
Gou |
Gov |
Gow |
Goy |
Goz
 
Gora |
Gorb |
Gorc |
Gord |
Gore |
Gorf |
Gorg |
Gorh |
Gori |
Gorj |
Gork |
Gorl |
Gorm |
Gorn |
Goro |
Gorp |
Gorr |
Gors |
Gort |
Goru |
Gorv |
Gory |
Gorz
Die Liste der Biografien führt alle Personen auf, die in der deutschsprachigen Wikipedia einen Artikel haben. Dieses ist eine Teilliste mit 109 Einträgen von Personen, deren Namen mit den Buchstaben „Gore“ beginnt.

## Gore
- Gore, Al (* 1948), US-amerikanischer Politiker, 45. Vizepräsident der USAAl Gore (* 1948)

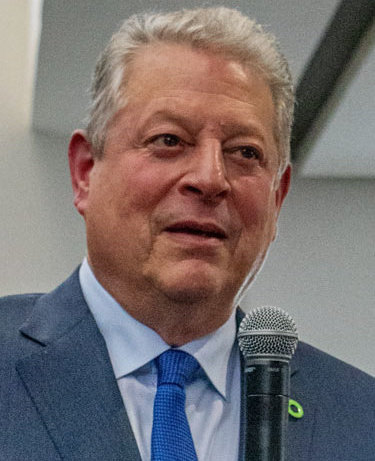
Al Gore (* 1948)

- Gore, Albert senior (1907–1998), US-amerikanischer Politiker
- Gore, Arthur (1868–1928), britischer Tennisspieler
- Gore, Arthur, 1. Earl of Arran (1703–1773), irischer Peer, Politiker und Jurist
- Gore, Arthur, 5. Earl of Arran (1839–1901), britischer Peer und Diplomat
- Gore, Arthur, 6. Earl of Arran (1868–1958), britischer Peer, Politiker und Offizier
- Gore, Arthur, 8. Earl of Arran (1910–1983), britischer Peer, Kolumnist und Politiker (Conservative Party)
- Gore, Arthur, 9. Earl of Arran (* 1938), britischer Peer und Politiker (Conservative Party)
- Gore, Bill (1912–1986), US-amerikanischer Geschäftsmann und Unternehmer
- Gore, Catherine (1799–1861), englische Schriftstellerin
- Gore, Charles (* 1729), britischer dilettierender Künstler, Grand-Tour-Reisender und Liebhaber des Maritimen
- Gore, Charles (1853–1932), anglikanischer Bischof
- Gore, Christopher (1758–1827), US-amerikanischer Politiker
- Gore, Christopher (1944–1988), US-amerikanischer Drehbuchautor und Liedtexter
- Gore, Delilah (* 1962), papua-neuguineische Politikerin und Ministerin
- Gore, Dev (* 1997), US-amerikanischer Automobilrennfahrer
- Gore, Fiona, Countess of Arran (1918–2013), schottische Rennbootfahrerin und Rekordhalterin
- Gore, Frank (* 1983), US-amerikanischer American-Football-Spieler
- Gore, George (1826–1908), englischer Dozent für Chemie und Experimentalphysik
- Gore, George O. II (* 1982), US-amerikanischer Filmschauspieler und Filmregisseur
- Gore, Howard Mason (1877–1947), US-amerikanischer Politiker
- Gore, Illma (* 1992), US-amerikanisch-australische Künstlerin
- Gore, Jack (* 2005), US-amerikanischer Schauspieler
- Gore, Jason (* 1974), US-amerikanischer Golfer
- Gore, John († 1790), britisch-amerikanischer Seemann
- Gore, John Ellard (1845–1910), irischer Astronom
- Gore, Lesley (1946–2015), US-amerikanische Sängerin und Songschreiberin
- Gore, Louise (1925–2005), US-amerikanische Politikerin
- Gore, Marc (* 1974), deutscher Schriftsteller
- Gore, Marshall Lee (1963–2013), US-amerikanischer Mörder und Vergewaltiger
- Gore, Martin (* 1961), englischer Komponist, Sänger und Kopf der Gruppe Depeche ModeMartin Gore (* 1961)

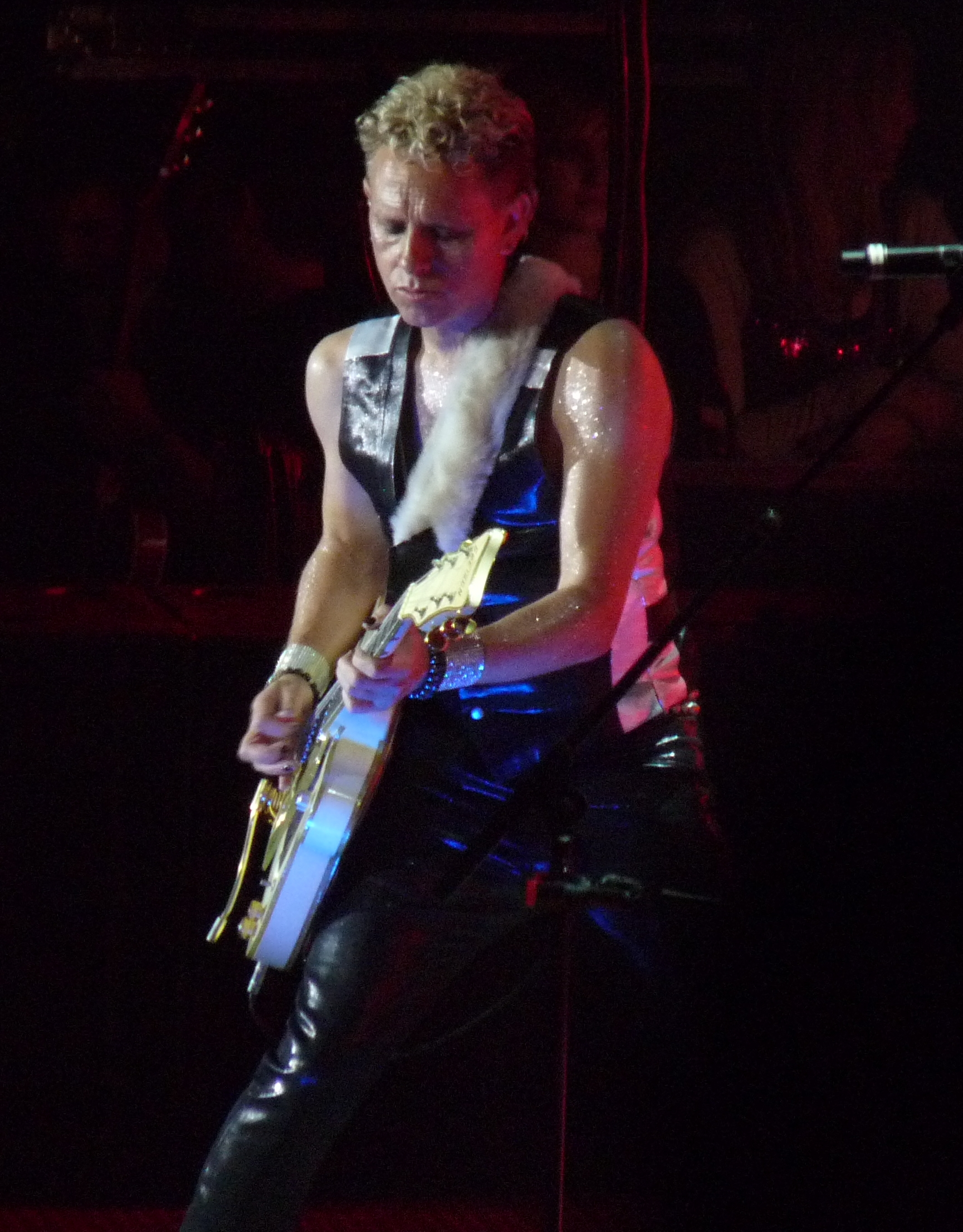
Martin Gore (* 1961)

- Gore, Michael (* 1951), US-amerikanischer Filmkomponist
- Gore, Paul Annesley (1921–2012), britischer Kolonialbeamter
- Gore, Robert Hayes (1886–1972), Gouverneur von Puerto Rico
- Gore, Robert W. (1937–2020), US-amerikanischer Ingenieur, Wissenschaftler, Erfinder und Geschäftsmann
- Gore, Rufus, US-amerikanischer R&B- und Jazzmusiker
- Gore, Spencer (1850–1906), englischer Tennis- und Cricketspieler, erster Wimbledon-Sieger
- Gore, Spencer (1878–1914), britischer Maler
- Gore, Thomas (1870–1949), US-amerikanischer Politiker
- Gore, Thomas (* 2005), jamaikanischer Rennfahrer
- Gore, Tipper (* 1948), US-amerikanische Ehefrau von Albert Gore, dem ehemaligen Vizepräsidenten der Vereinigten StaatenTipper Gore (* 1948)

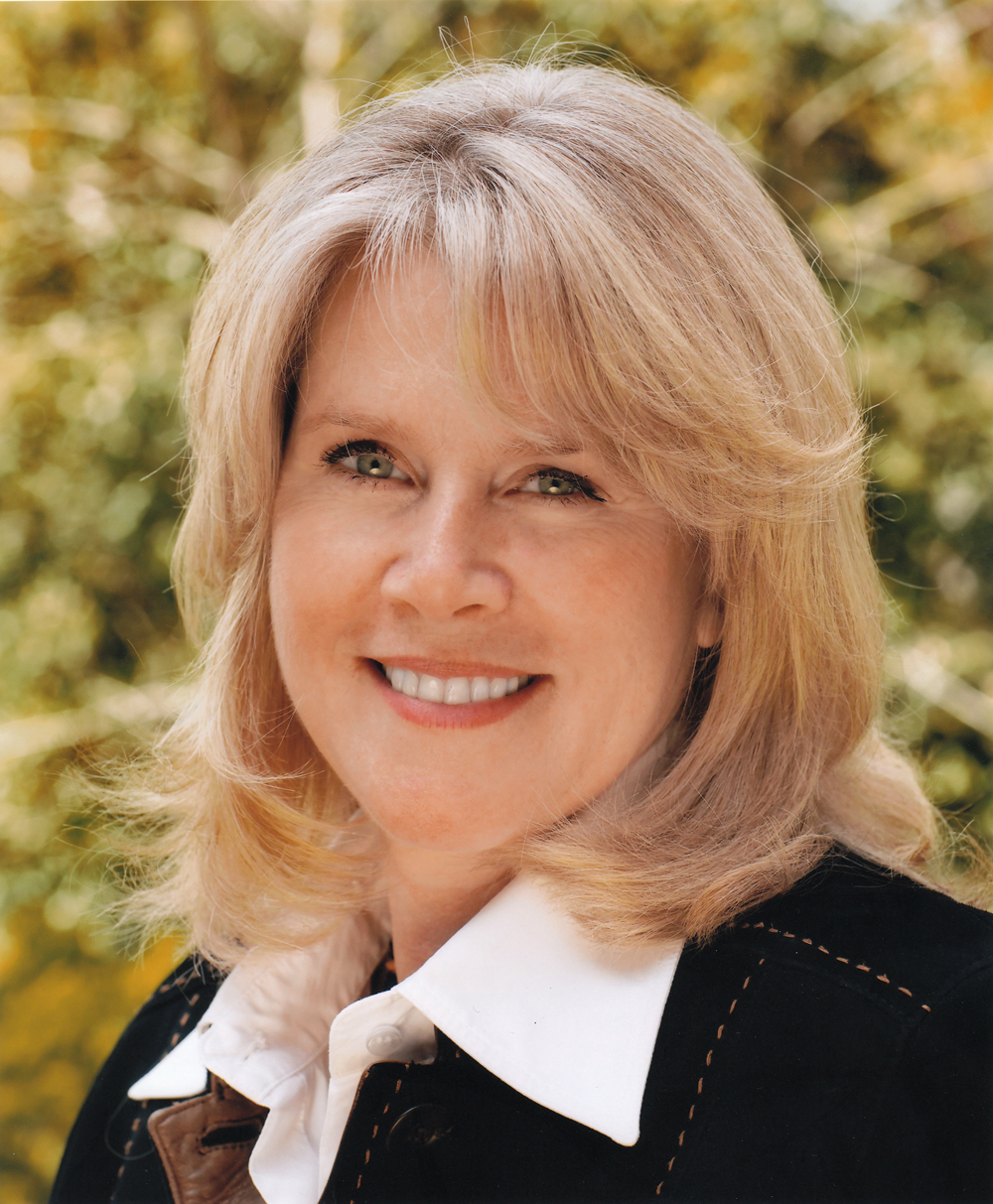
Tipper Gore (* 1948)

- Gore-Booth, Eva (1870–1926), irische Dichterin, Sozialaktivistin und Suffragette
- Gore-Booth, Paul, Baron Gore-Booth (1909–1984), britischer Diplomat

### Gorea
- Goreac, Alina (* 1952), rumänische Kunstturnerin
- Goreau, Tom, jamaikanischer Biochemiker und Meeresbiologe

### Gorec
- Gorecka, Gertruda (1911–2024), polnisch-kanadische Supercentenarian
- Górecki, Henryk Mikołaj (1933–2010), polnischer Komponist
- Górecki, Marian (1903–1940), römisch-katholischer Geistlicher und NS-Opfer, Seliger
- Górecki, Mikołaj (* 1971), polnischer Komponist
- Górecki, Rafał (* 1982), polnischer Snookerspieler
- Górecki, Ryszard (* 1956), polnischer Maler und Objektkünstler
- Gorecki, Tadeusz (1825–1868), polnischer Portraitmaler

### Goree
- Goree, Eli, kanadischer Schauspieler
- Goree, Marcus (* 1977), US-amerikanischer Basketballspieler

### Goreg
- Göregen, Bilal (* 1988), türkischer Straßenmusiker und Schlagzeuger

### Gorel
- Gorelick, Jamie (* 1950), US-amerikanische Juristin und Managerin
- Gorelik, Alexander Judajewitsch (1945–2012), sowjetischer Eiskunstläufer
- Gorelik, Lena (* 1981), deutsche Journalistin und SchriftstellerinLena Gorelik (* 1981)

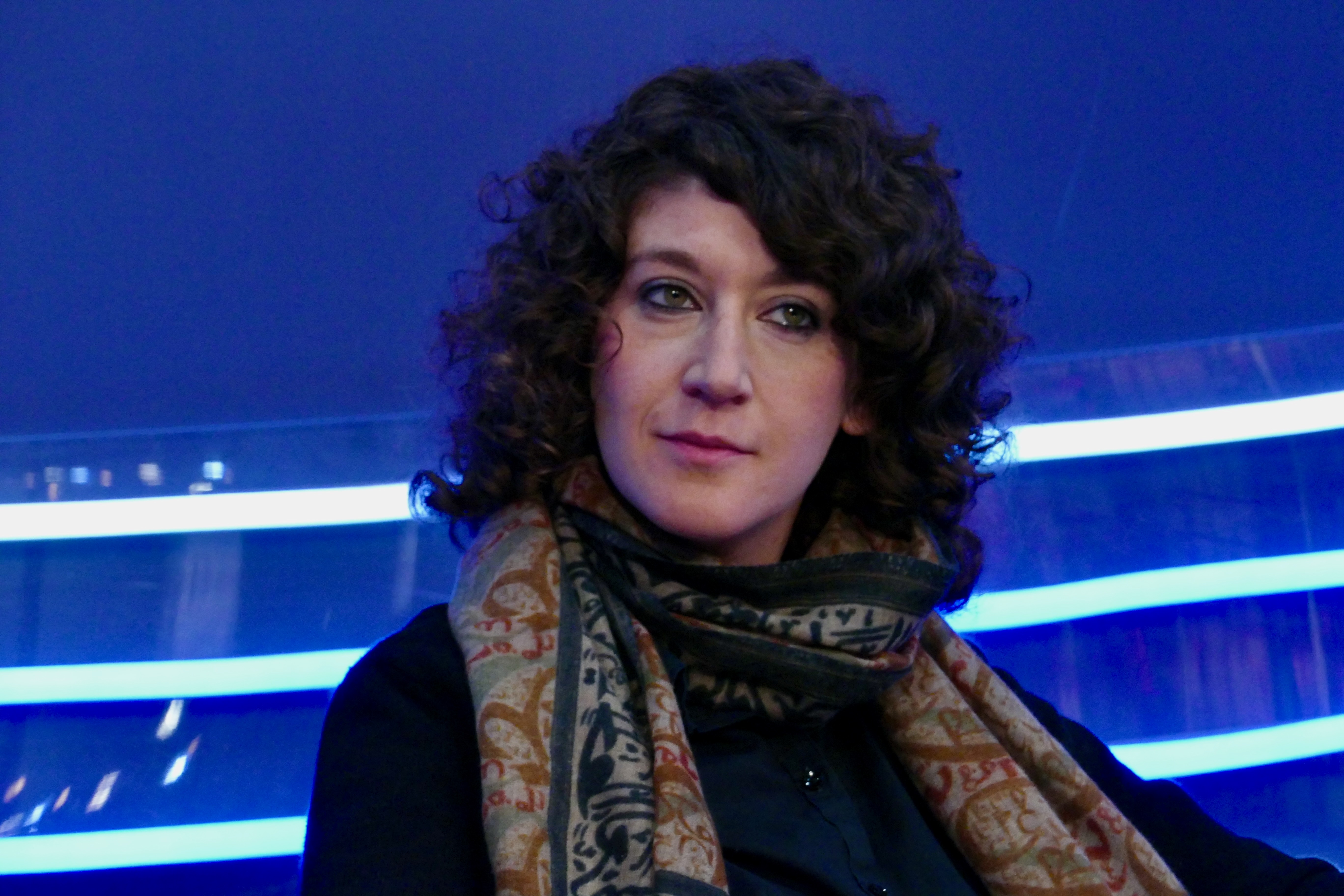
Lena Gorelik (* 1981)

- Gorelik, Schemarja (1877–1942), jiddischer Publizist in Wilna, Clarens, Berlin, New York, Warschau und Tel Aviv
- Gorelkin, Nikolai Wassiljewitsch (* 1889), sowjetischer Botschafter
- Gorella, Arwed D. (1937–2002), deutscher Maler des Neuen Realismus, Buchillustrator, Karikaturist, Bühnenbildner, Graphiker und Hochschullehrer
- Gorelli, Aristide (1915–2010), französischer Fußballspieler
- Gorelow, Nikolai Fjodorowitsch (* 1948), sowjetischer Radrennfahrer
- Gorelow, Pawel (* 2003), russischer Fußballspieler
- Gorelow, Sergei Dmitrijewitsch (1920–2009), sowjetischer Luftwaffenoffizier
- Gorelowa, Natalja Borissowna (* 1973), russische Leichtathletin

### Gorem
- Goremykin, Iwan Logginowitsch (1839–1917), russischer Staatsmann

### Goren
- Goren, Haim (1946–2025), israelischer Historiker und Geograph
- Goren, Lee (* 1977), kanadischer Eishockeyspieler
- Goren, Nili (* 1933), Überlebende des Holocaust und Zeitzeugin
- Goren, Schlomo (1917–1994), israelischer Großrabbiner
- Gören, Şerif (1944–2024), türkischer Regisseur
- Goren, Yuval (* 1956), israelischer Archäologe
- Goren-Inbar, Naama (* 1948), israelische Archäologin und Paläontologin
- Gorenberg, Gershom, US-amerikanisch-israelischer Publizist und Blogger
- Gorenc Stankovič, Jon (* 1996), slowenischer FußballspielerJon Gorenc Stankovič (* 1996)

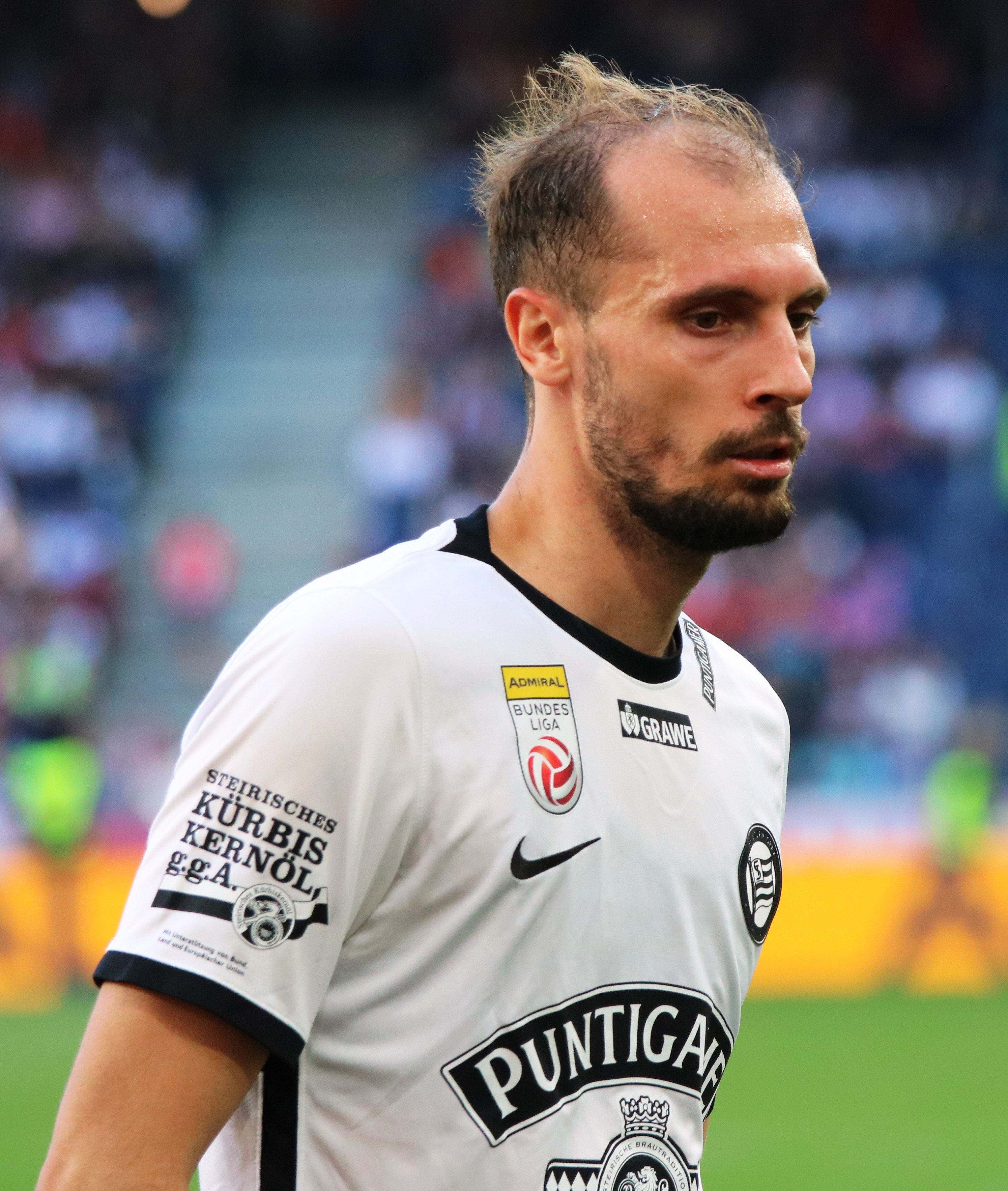
Jon Gorenc Stankovič (* 1996)

- Gorenc, Frank (* 1957), US-amerikanischer General (U.S. Air Force); Befehlshaber US Air Forces in Europe, US Air Forces Africa, Allied Air Command Ramstein, Direktor Joint Air Power Competence Centre
- Gorenc, Pavel (* 1991), slowenischer Straßenradrennfahrer
- Gorence, Tom (* 1957), US-amerikanischer Eishockeyspieler
- Gorenflo, Rudolf (1930–2017), deutscher Mathematiker
- Gorenflos, Walter (1928–2017), deutscher Diplomat
- Gorenstein, Daniel (1923–1992), US-amerikanischer Mathematiker
- Gorenstein, Friedrich Naumowitsch (1932–2002), russisch-deutscher Schriftsteller und Drehbuchautor
- Görenz, Johann August (1765–1836), deutscher Pädagoge und Bibliothekar
- Gorenzel, Günther (* 1971), österreichischer Fußballtrainer

### Gorer
- Gorer, Peter Alfred (1907–1961), britischer Pathologe, Immunologe und Genetiker

### Gores
- Gores, Else (1914–1945), deutsche Widerstandskämpferin gegen den Nationalsozialismus
- Gores, Joe (1931–2011), US-amerikanischer Kriminalromanautor und Privatdetektiv
- Göres, Jörn (1931–2004), deutscher Germanist und Museumsdirektor
- Gores, Rudi (* 1957), deutscher Fußballspieler und -trainer
- Gores, Tom (* 1964), US-amerikanischer Investor und Unternehmer
- Goreseb, Warren (* 1999), namibischer Leichtathlet
- Goreshter, Isidora (* 1981), US-amerikanische SchauspielerinIsidora Goreshter (* 1981)

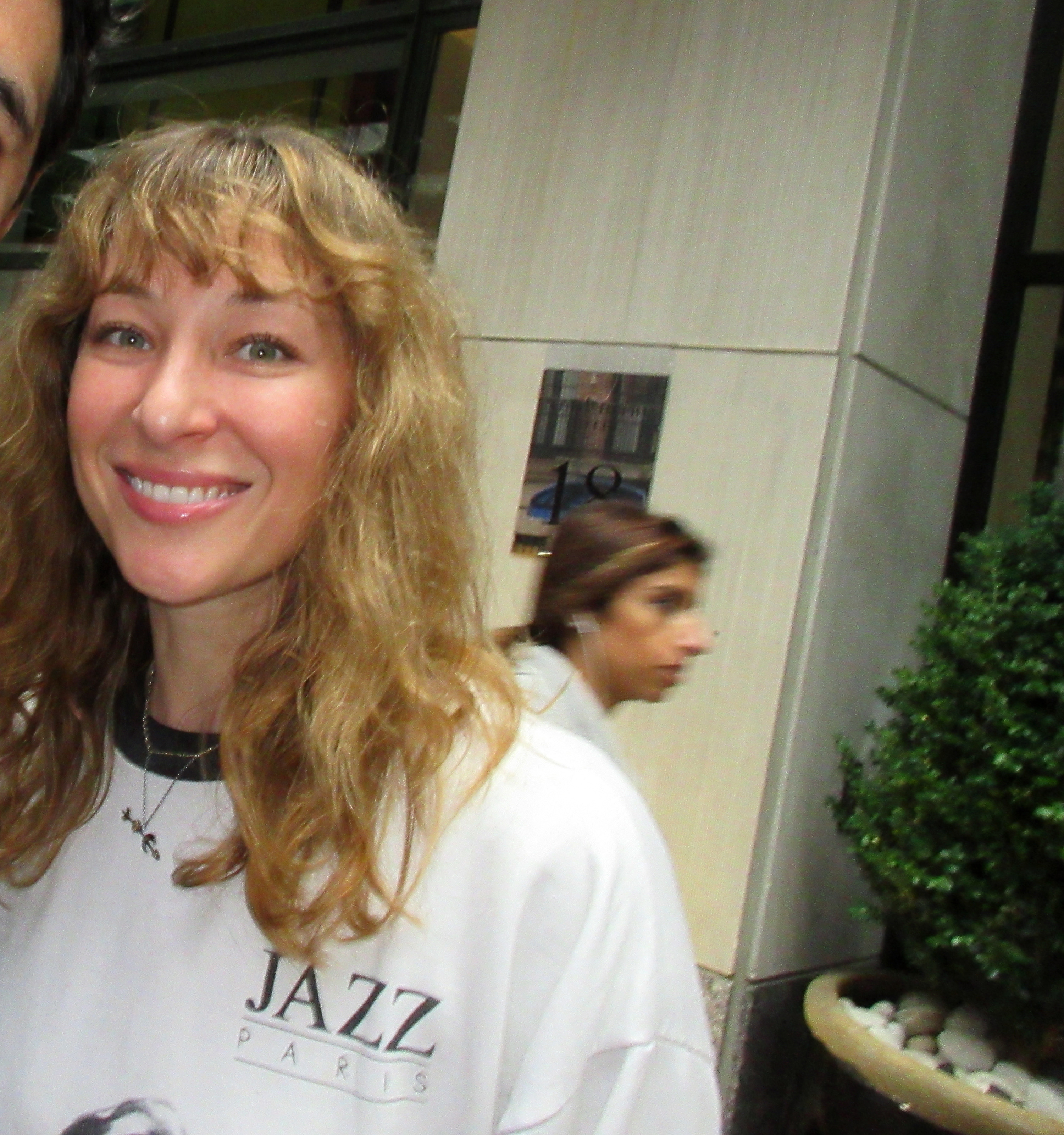
Isidora Goreshter (* 1981)

- Goresky, Mark (* 1950), kanadischer Mathematiker

### Goret
- Gorete Joaquim, Maria (1958–1979), osttimoresische Freiheitskämpferin
- Goretta, Claude (1929–2019), Schweizer Filmregisseur und Fernsehproduzent
- Goretti, Maria (1890–1902), italienische Jungfrau, Märtyrin und Heilige
- Goretti, Martino (* 1985), italienischer Ruderer
- Goretti, Sergio (1929–2012), italienischer Geistlicher, römisch-katholischer Bischof von Assisi-Nocera Umbra-Gualdo Tadino
- Goretti, Vittorio (1939–2016), italienischer Astronom
- Goretzka, Leon (* 1995), deutscher FußballspielerLeon Goretzka (* 1995)
- Goretzki, Sonia (* 1977), deutsche Autorin

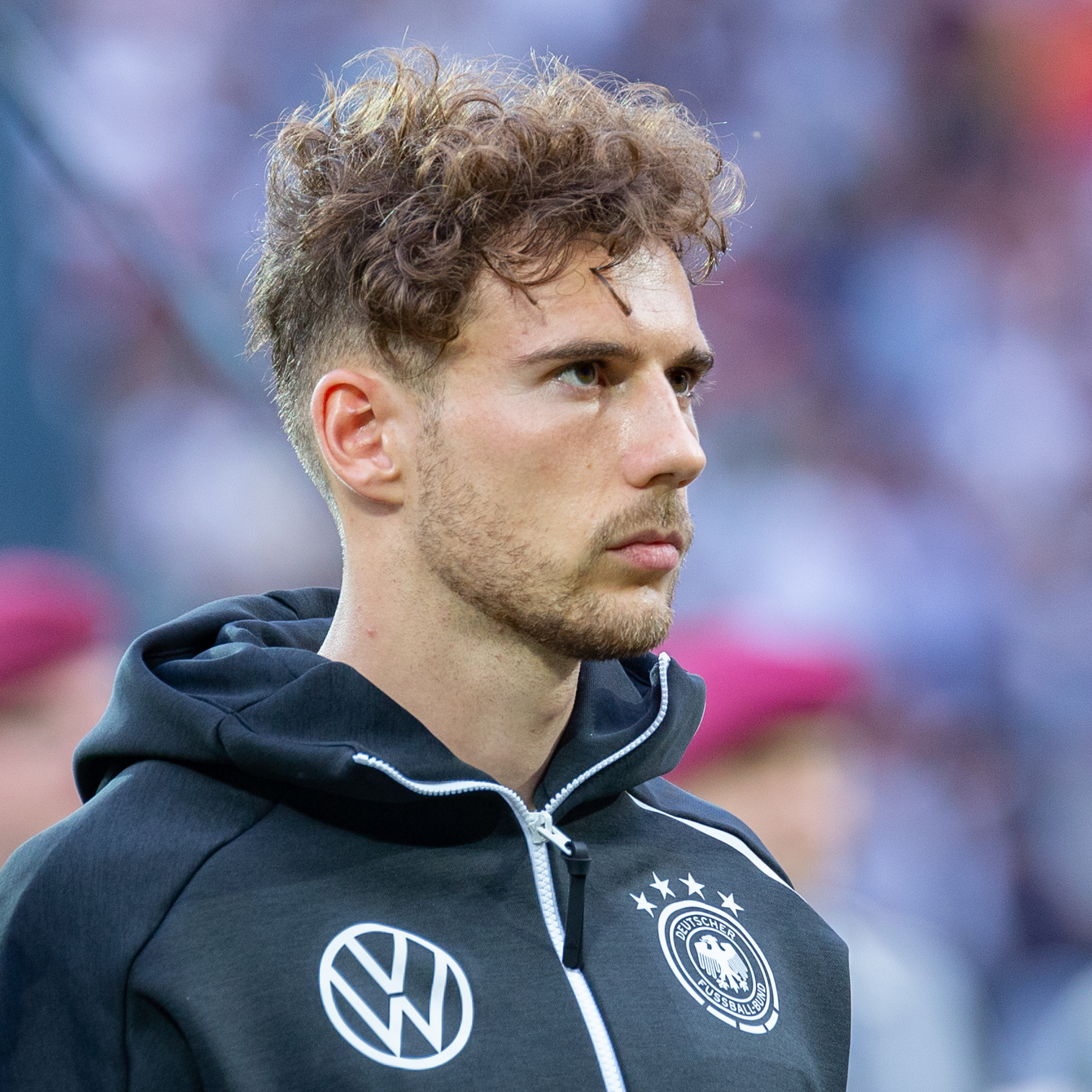
Leon Goretzka (* 1995)

- Goretzki, Viola (* 1956), deutsche Ruderin und Olympiasiegerin
- Goretzky, Thomas († 2000), deutscher Polizist und Mordopfer

### Goreu
- Goreux, Réginal (* 1987), belgisch-haitianischer Fußballspieler

### Gorew
- Gorew, Boris Isaakowitsch (1874–1937), russischer Revolutionär und Schriftsteller

### Gorex
- Gorex, deutscher Hip-Hop-Produzent

### Gorey
- Gorey, Edward (1925–2000), US-amerikanischer Autor und Illustrator

### Gorez
- Gorez, Jean-Marie (* 1945), belgischer Radrennfahrer